# Живот тече даље (ТВ филм)
„Живот тече даље” је југословенски ТВ филм из 1977. године. Режирао га је Славољуб Стефановић Раваси а сценарио је написао Томислав Кетиг.

## Улоге
| Глумац                   | Улога |
| ------------------------ | ----- |
| Милена Булатовић Шијачки |       |
| Ђорђе Јелисић            |       |
| Миодраг Лончар           |       |
| Маринко Шебез            |       |
| Зоран Стојиљковић        |       |
| Нада Војиновић           |       |